# Eleanor Cox
Eleanor Cox (* 2. Juni 1986) ist eine englische Badmintonspielerin. 

## Karriere
Eleanor Cox gewann 2003 den englischen Juniorentitel im Dameneinzel. 2005 siegte sie bei den Welsh International im Finale gegen Perrine Lebuhanic aus Frankreich. Im gleichen Jahr war sie beim English Masters im Vorprogramm aktiv. Bei den Swedish International Stockholm 2006 wurde sie Neunte im Einzel.